# Odirlei Pessoni
Odirlei Pessoni (ur. 1 lipca 1982 w Francy, zm. 27 marca 2021) – brazylijski bobsleista, olimpijczyk.
Wraz z załogą zdobył 29. miejsce w czwórkach na Zimowych Igrzyskach Olimpijskich 2014 w Soczi. W sezonie 2009/2010 uczestniczył w Pucharze Ameryki Północnej w bobslejach. Zajmował miejsca od 12 do 14. Zginął w wypadku motocyklowym.